# Telesfor Kuczko
Telesfor Kuczko (ur. 12 kwietnia 1920 w Wilnie, zm. 13 marca 1974 we Wrocławiu) – generał brygady Wojska Polskiego, inżynier.

## Życiorys
W latach 1932–1938 uczęszczał do Gimnazjum im. Adama Mickiewicza w Wilnie. W latach 1941–1943 był więziony. Do wojska wcielony wiosną 1944. W grudniu 1944 ukończył Oficerską Szkołę Piechoty nr 2 i został skierowany do służby w 37 pułku piechoty 7 Dywizji Piechoty. Jako dowódca kompanii przeszedł z pułkiem cały szlak bojowy 2 Armii Wojska Polskiego. W walkach ranny. Brał udział w forsowaniu Nysy Łużyckiej i w bitwie pod Budziszynem. Wojnę zakończył pod Mielnikiem w Czechach.
Po wojnie w latach 1946–1947 brał udział, w składzie jednostek KBW w walkach z oddziałami UPA, na stanowisku szefa sekcji operacyjnej Grupy Operacyjnej „Wisła”, na terenach województw lubelskiego i rzeszowskiego. W walkach dwa razy ranny. Po wyleczeniu ran w latach 1948–1949 dyrektor nauk Oficerskiej Szkoły KBW w Legnicy, w 1949 szef wydziału sztabu KBW. W 1949 przeniesiony do Oficerskiej Szkoły Inżynieryjno-Saperskiej na stanowisko starszego wykładowcy taktyki ogólnej, w 1952 kierownik Cyklu Taktyki OSI, 1952–1955 zastępca komendanta OSI do spraw liniowych, w okresie styczeń 1955-październik 1956 pełniący obowiązki komendanta i komendant OSI. W latach 1956–1958 na Wyższym Kursie Doskonalenia Oficerów (WKDO) przy Fakultecie Inżynieryjnym Wojskowej Akademii Technicznej. Major z 1952. Po zakończeniu WKDO uzyskał dyplom technika drogowo-mostowego i został zaliczony do korpusu osobowego wojsk inżynieryjnych. Skierowany na kierownika Studium Wojskowego Politechniki Wrocławskiej. Pracując tam w latach 1958–1962 zakończył studia na Wydziale Inżynierii Lądowej i uzyskał dyplom inżyniera. Podpułkownik z 1958. W 1962 wyznaczony na dowódcę 12 Brygady Drogowej w Nisku. W 1963 wrócił do Wrocławia na stanowisko komendanta Oficerskiej Szkoły Wojsk Inżynieryjnych, które objął od stycznia 1964. Pułkownik z 1963. W 1966 skierowany do Akademii Sztabu Generalnego Sił Zbrojnych ZSRR do Moskwy.
Po ukończeniu Akademii, w 1969 szef wojsk inżynieryjnych Śląskiego Okręgu Wojskowego. W grudniu 1972 skierowany na komendanta Wyższej Oficerskiej Szkoły Wojsk Inżynieryjnych. Mianowany generałem brygady w 1973.
Zmarł na zawał serca. Pochowany na Cmentarzu Osobowickim we Wrocławiu.

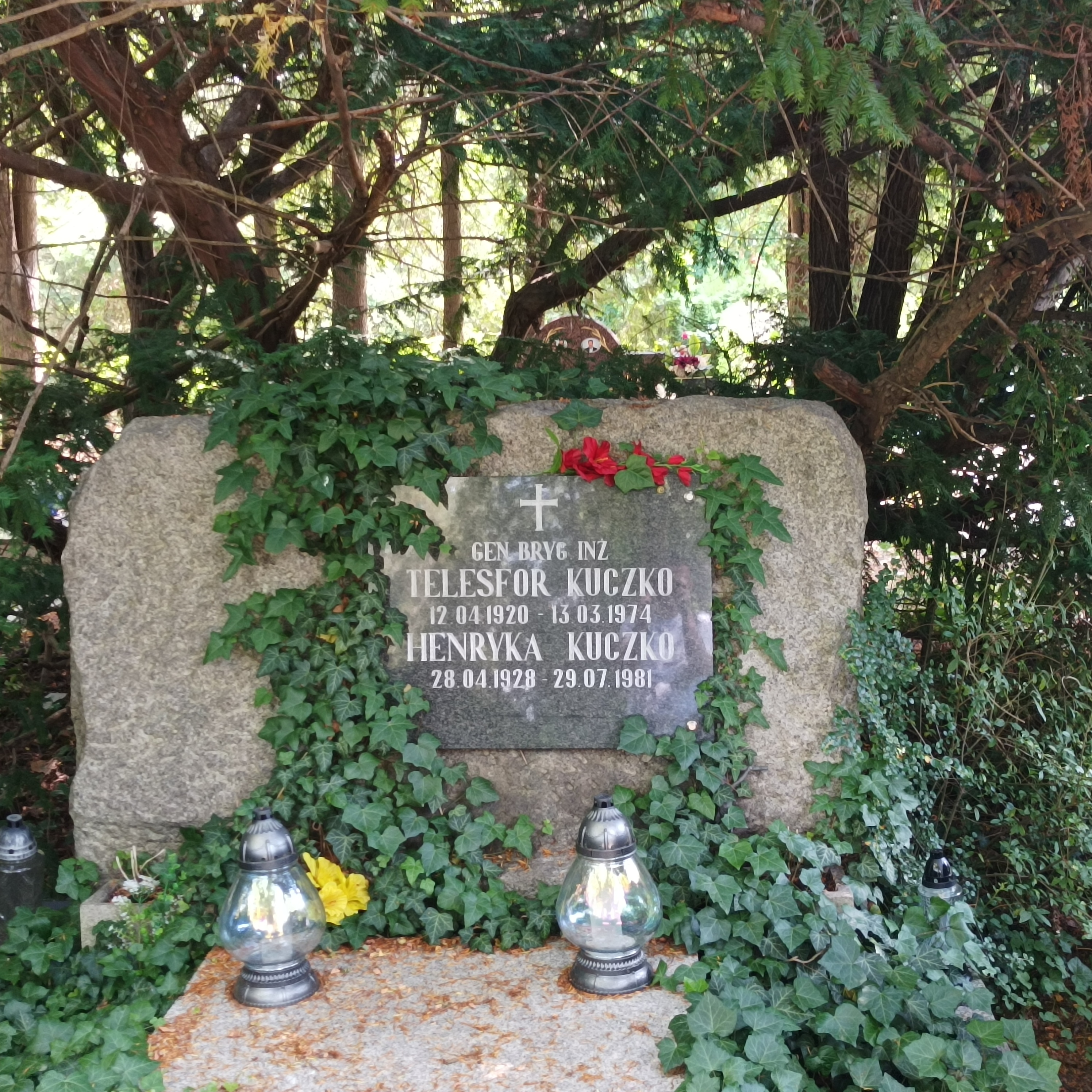
Grób gen. Telesfora Kuczki na Cmentarzu Osobowickim

## Ordery i odznaczenia
- Krzyż Oficerski Orderu Odrodzenia Polski (1972)
- Krzyż Kawalerski Orderu Odrodzenia Polski (1963)
- Krzyż Walecznych (1945)
- Srebrny Krzyż Zasługi (1947)
- Medal za Odrę, Nysę, Bałtyk (1945)
- Order Czerwonej Gwiazdy (ZSRR, 1973)
- Order Czerwonej Gwiazdy (CSRS)